# Pokémon (sèrie de videojocs)
Les generacions Pokémon són els grups de videojocs de la franquícia Pokémon que apareixen en un cert període i que comparteixen una sèrie de característiques similars, concretament els personatges i criatures (Pokémon) i la regió on té lloc la història. Aquestes generacions fan referència als videojocs apareguts en les videoconsoles portàtils de Nintendo i se solen correspondre amb les generacions de les consoles. A més tenen un joc en videoconsoles de taula com Nintendo 64, Nintendo Gamecube o Wii que agrupa i engloba una o més generacions, a més de permetre combats en tres dimensions i altres diverses opcions. L'aparició successiva de generacions sol tenir com a conseqüència la publicació de noves entregues de diversos productes derivats dels videojocs, com la sèrie d'anime Pokémon.
Pokémon és la segona sèrie de videojocs més venuda al món, després de la sèrie Mario, també de Nintendo.

## Primera generació

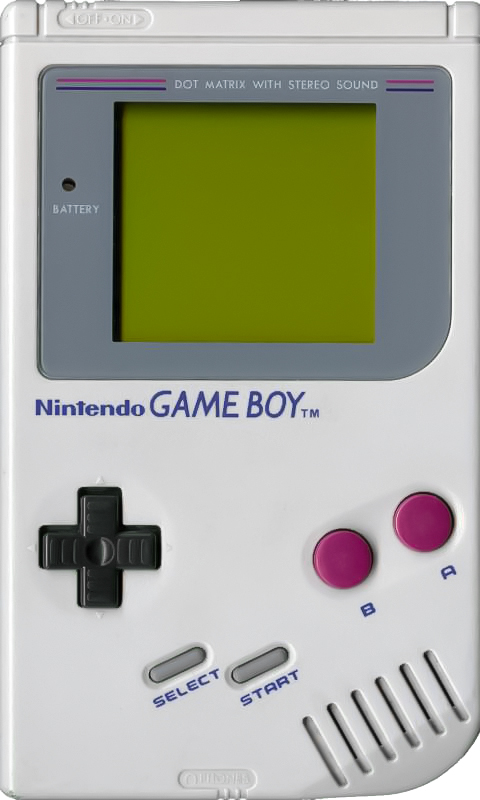
Game Boy

Es correspon amb les edicions Pokemon Green (publicat només al Japó) Pokémon Red, Pokémon Blue i Pokémon Yellow per a Game Boy, posades a la venda el 1999. A causa del fet que el nom d'aquests jocs prové de colors, també se'ls coneix com a «generació cromàtica». Al Japó, les edicions comercialitzades foren en un principi Red i Green, amb Charizard i Venusaur a la portada, respectivament. L'edició Blue (que tenia Blastoise com a mascota) era una versió «especial» que comptava amb millores com la reedició dels sprites de cada Pokémon. L'edició Yellow (amb Pikachu com a mascota) era una versió especial de Pokémon Red i Pokémon Blue i es comercialitzà arreu del món. La premissa d'aquesta edició era fer que els jocs s'assemblessin a l'anime (començar amb Pikachu, capturar Bulbasaur, Charmander i Squirtle, etc.). Les reedicions d'aquestes edicions, Pokémon FireRed i Pokémon LeafGreen, per a Game Boy Advance, venudes a partir del 2004, formen part de la tercera generació.
L'acció es desenvolupa a la zona geogràfica fictícia de Kanto. El nombre de Pokémon d'aquestes edicions és 151. De totes maneres, sobre el Pokémon número 151, Mew hi ha certa controvèrsia sobre si és possible aconseguir-lo a les edicions originals de Game Boy de manera convencional.
La primera generació introdueix elements importants de la franquícia, com són els Pokémon inicials, els Pokémon llegendaris, els vuit Gimnasos, l'Elite Four, el Campió i l'equip malvat que desitja conquerir el món amb l'ajuda dels Pokémon.
A causa de la compatibilitat que tenen aquestes edicions amb el joc de Nintendo 64 Pokémon Stadium, aquest últim també és considerat part de la primera generació. Els Pokémon inicials de la primera generació són Bulbasaur, Charmander i Squirtle.

## Segona generació
L'aparició dels jocs Pokémon Gold i Pokémon Silver per a Game Boy Color el 2001 suposà l'inici de la segona generació de jocs Pokémon, també coneguda com a generació metàl·lica. Aquesta família de jocs Pokémon es veié completada amb l'aparició de Pokémon Crystal aquell mateix any. Les principals novetats foren l'addició de 100 nous Pokémon, amb un total de 251, l'aparició de la nova regió de Johto i, més endavant, un remake amb els videojocs Pokémon HeartGold i Pokémon SoulSilver.
Les seves noves característiques, entre d'altres, la possibilitat de criar Pokémon a partir d'ous a la guarderia i les primeres preevolucions d'algun Pokémon (com Pichu, criat a partir d'un Pikachu femella i un Pikachu mascle); equipar Pokémon amb objectes per recuperar-se en combat, entre altres funcions; l'atenuació del dia i la nit, segons l'hora que fos; la Battle Tower (afegida a Pokémon Crystal per primera vegada); collir baies; la separació entre Atac Especial i Defensa Especial; l'aparició dels tipus Acer i Sinistre.
La primera generació és totalment compatible amb la segona, però no és així a l'inrevés, car si un Pokemon no existia prèviament o té un atac inexistent, no serà acceptat. Pokémon Stadium 2 és compatible amb les sis edicions de Game Boy i està agrupat també amb la segona generació. Els Pokémon inicials són Chikorita, Cyndaquil i Totodile.

## Tercera generació

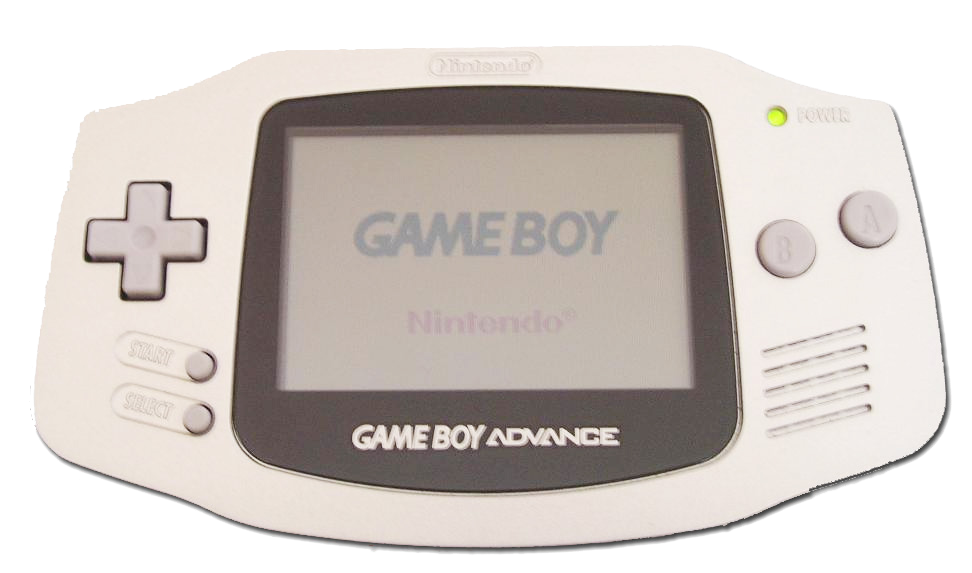
Game Boy Advance

O Generació Advanced. Es compon dels jocs Pokémon Ruby, Pokémon Sapphire i Pokémon Emerald. Tots ells són per a la consola Game Boy Advance i foren venuts a partir del 2003. Aquesta generació es presentà amb 135 nous Pokémon, amb un total de 386. Els esdeveniments d'aquests jocs es produeixen a la nova regió de Hoenn.
El 2004 apareixen els remakes Pokémon FireRed i Pokémon LeafGreen. Aquestes versions tornen a Kanto, però amb característiques de la generació Advance, a més de ser compatibles amb Pokémon Ruby i Pokémon Sapphire.
Les seves característiques més destacables són l'aparició de concursos Pokémon, els combats dobles, les naturaleses i les habilitats Pokémon.
A causa de les característiques de la nova consola, els Pokémon tenen una mida digital de 16 bits, el doble de l'existent anteriorment, per la qual cosa resulten incompatibles amb les anteriors generacions. Així, per poder completar la Pokédex, cal intercanviar amb els remakes i/o Pokémon Colosseum i Pokémon XD, ambdós per a la Nintendo Gamecube.
En aquesta última entrega de videojocs, en consola també fou incloent-hi els jocs Pokémon Diamond i Pokémon Pearl. Els Pokémon inicials són Treecko, Torchic i Mudkip.

## Quarta generació

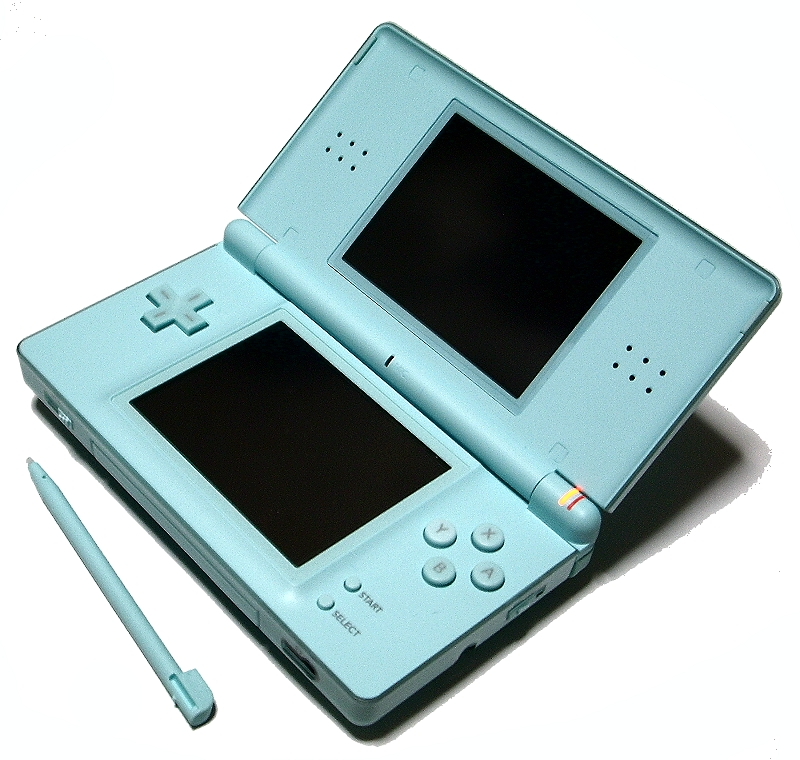
Nintendo DS Lite

Aquesta generació es compon dels jocs Pokémon Diamond i Pokémon Pearl, Pokémon Platinum i Pokémon HeartGold i Pokémon SoulSilver per a Nintendo DS. Aquesta inclou els Pokémon des del 386 fins al 493, sent un total de 107 Pokémon nous. La nova regió es diu Sinnoh.
Algunes característiques destacables d'aquesta generació són: poder utilitzar la pantalla tàctil de la Nintendo DS per manejar certes situacions, l'ús de la connexió Wi-Fi de Nintendo per intercanvis o combats, el subsòl de Sinnoh i una perspectiva aèria en 3D, entre d'altres.
A finals del 2009 sortiren a la venda al Japó els remakes de Pokémon Gold i Pokémon Silver, que portaren el nom de "Pokémon HeartGold i Pokémon SoulSilver". També inclou els jocs de la franquícia Pokémon Mystery Dungeon Blue Rescue Team, Red Rescue Team, Explorers of Time i Explorers of Darkness. S'ha confirmat també la seqüela d'Explorers of Time i Explorers of Darkness, anomenada Explorers of Sky. Els Pokémon inicials són Turtwig, Chimchar i Piplup.

## Cinquena generació

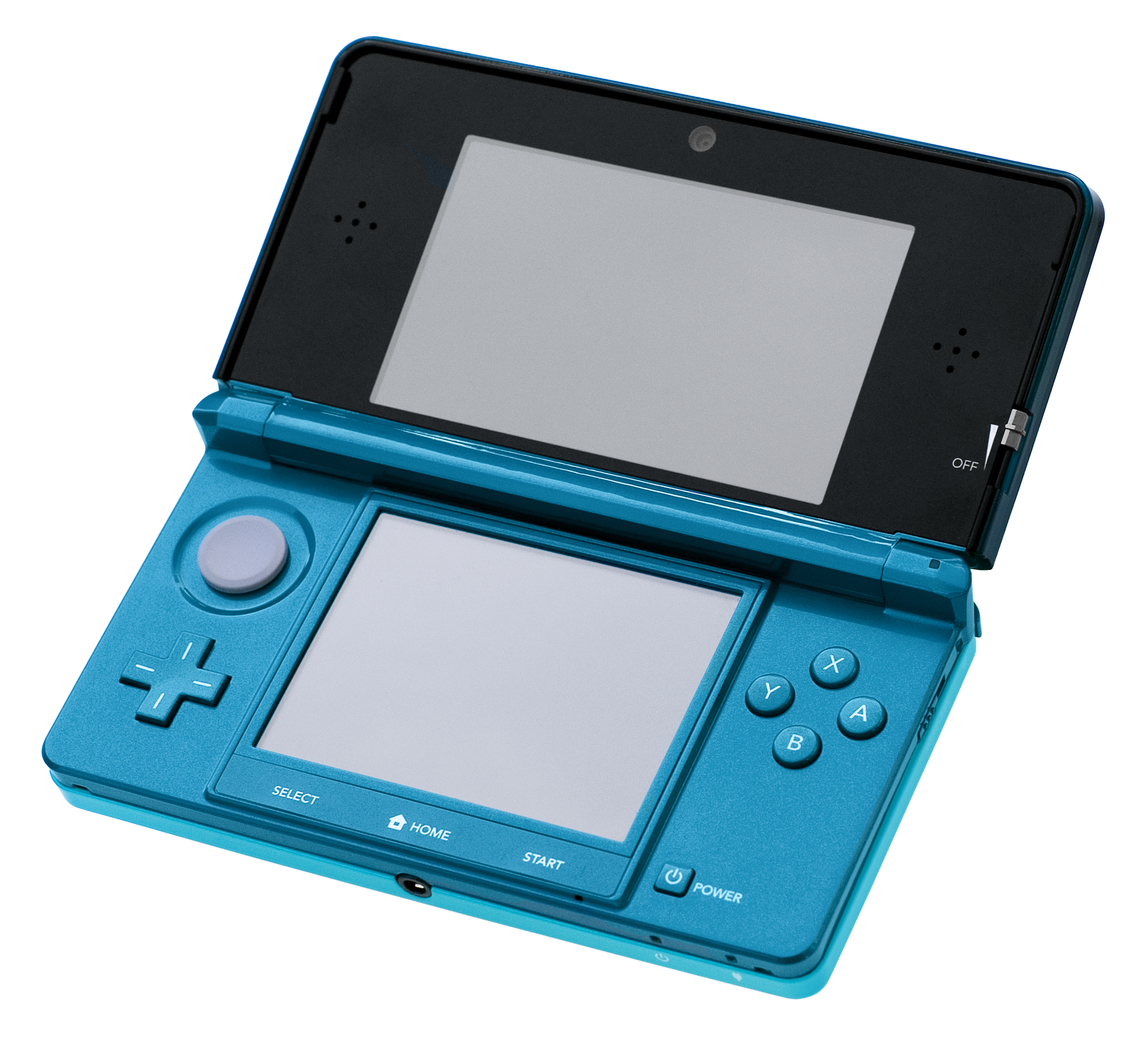
Nintendo 3DS

La conformen el jocs Pokémon Black i Pokémon White per a Nintendo DS. Tenen funcionalitats pròpies de DSi. Les seves dates de sortida foren el 18 de setembre del 2010 al Japó, 4 de març del 2011 a Europa i 6 de març del 2011 als Estats Units i Amèrica Llatina. Fou desenvolupada per Game Freak. Era una sèrie completament nova, no un remake o tercera versió.
Hi ha bastant diferència entre ambdues versions, no només Pokémon exclusius, sinó que també es pot jugar en 3D amb la nova consola Nintendo 3DS. En aquesta entrega s'han afegit 156 nous Pokémon, des del nombre 494 (Victini) fins al 649 (Genesect), fent-ne amb un total de 649 el joc que més Pokémon nous ha introduït fins ara. El 10 de febrer del 2010, la revista CoroCoro llançà una publicació en la qual mostra un Pokémon anomenat Zoroark i la seva preevolució, anomenada Zorua, els primers mostrats d'aquesta generació.
La història transcorre a la regió de Unova, amb tres nous Pokémon inicials: Snivy, Tepig i Oshawott, juntament amb les mascotes d'ambdues versions del joc, Reshiram a Pokémon Black i Zekrom per a Pokémon White, respectivament.
Quant als jocs spin-off, l'any 2011 es llançà el joc Pokémon: Rumble Blast, que destaca per ser el primer joc per a la consola Nintendo 3DS, una història basada en batalles amb Pokémon representats en forma de joguines. Posteriorment s'anuncià el joc Pokémon + Nobunaga's ambition, un crossover de Pokémon i la sèrie de videojocs Nobunaga's Ambition, que fou llançat l'any 2012.
El 26 de febrer del 2012, al programa japonès Pokémon Smash, Junichi Masuda anuncia la producció d'una seqüela de Pokémon Black i Pokémon White, anomenada "Pokémon Black & White 2" per a Nintendo DS i Nintendo 3DS.
La data de sortida al Japó fou al juny del 2012 i a Amèrica i Europa a la tardor del 2012. El joc és vàlid per a Nintendo DS i Nintendo 3DS (aquesta última sense cap aplicació 3D).

## Sisena generació
Pokémon X i Pokémon Y (ポケットモンスター Ｘ & ポケットモンスター Ｙ Pocket Monsters X & Pocket Monsters Y Poketto Monsutā X & Poketto Monsutā Y en japonès) són dos nous videojocs de Pokémon pertanyents a la sisena generació. Foren anunciats oficialment al Pokémon Direct al Japó el dia 8 de gener del 2013. Foren posats a la venda mundialment el dia 12 d'octubre a Europa, Amèrica i Japó. La generació també inclou els remakes de Pokémon Ruby, Pokémon Sapphire i Pokémon Emerald, que sortiran a la venda al novembre del 2014.